# Крестовский сад
Крестовский сад — увеселительный сад с рестораном, существовавший на Крестовском острове, набережной Средней Невки с 1870 по 1917 года. Территория сада в глубину и ширину простиралась примерно 200 метров. Среди посетителей были Александр Куприн, адмирал Макаров, Александр Попов и Александр Блок. Территория сада располагалась примерно на территории нынешнего сквера и фруктового сада между Кемским переулком, Набережной Мартынова и Еленинской улицей.

## Ранняя история
Перед появлением Крестовского сада в XIX веке Крестовский остров активно развивался, как курортное место для богатых горожан. Здесь с первой половины XIX века строились элитные дачи, а Белосельско-Белозерские сдавали в аренду землю трактирам и спортивным клубам. Особенно популярными были прогулки вдоль берегов острова.
На берегу также располагался «Русский трактир», в 1870-е годы его владелец решил перестроить территорию в театрализованный ресторан. Территория сада вобрала в себя Русский, Немецкий трактиры и прилегавшие к ним сады, а также кафешантан французской певицы Луизы Филиппо. В саду были построены несколько залов, зимний сад с пальмами и лаврами, летние площадки, где посетители могли отдыхать под сенью деревьев, а официанты подавали холодное шампанское. На территории сада также устроили тир-стрельбище.
В 1872 году в глубине рощи за трактиром построили летнюю эстраду — «летний барак», в 1875 году была открыта сцена для театра пантомимы. Над проектом фасада работал архитектор Волков. В течение нескольких десятилетий облик сада почти не изменился, хотя прирос несколькими зданиями, например оранжереей.
Обычно на сцене ставились небольшие спектакли, цирковые номера на проволоке или цыганские романсы. Иностранные гастролёры выступали в рамках вечерних больших концертных программ после основных представлений. Зимой на территории сада строились ледяные горы.
Крестовский сад оставался арендованной землёй у Белосельско-Белозерских и много раз менял своих своих владельцев. В основном это были купцы. Некоторые владельцы не держались долго, особенно в дождливые лета, когда посещаемость оставалась низкой. Одним из владельцев был Адольф Родэ, впоследствии построивший собственный сад — «Виллу Родэ».

## 1890-е годы и расцвет
Дела пошли лучше в 1890-х годов при купцах Ялышевах, организовавших выступления с участием известных певцов и актёров. Крестовский сад выступал венцом Крестовского острова с его эстрадой. Его посещали представители высшего света.
На сцене сада начали разыгрывать драматические представления с участием актёра Александринского театра Бабиков или режиссёр Народного дома Алексеев-Яковлев. В начале XX века на сцене выступала Плевицкая. К началу XX века в штате уже значилось около 300 артисток, как русских, так и иностранных. Они развлекали публику с двух часов дня до утра следующего дня. Многие из артисток были секс-работницами. Владельцы сада поощряли этот бизнес.
Николай Никитин писал, что Сад развлекал публику самыми разными способами. Помимо артистов и певцов там могли устраиваться такие необычные представления, как, например акробатические танцы, танцы апашей, выступление иллюзионистов и эксцентриков, многочисленные «этуали» в «пестрых и ярких костюмах, а иногда и совсем без оных». Для привлечения публики на Крестовском саду утроили первый чемпионат по женской борьбе, который продолжался в течение месяца, а участницы получали призы.
С территории сада пытались запускать воздушные шары, но эти случаи часто заканчивались трагедией. Например, К. Максимов описывал случай, когда корзина шара с американцем повалила дерево и начала бить крыши соседних дач.
|                                                    |  |  |
| Интерьеры и окрестности ресторана, начало XX века. |  |  |

## Упадок и дальнейшая судьба
К 1910-м годам Крестовский сад начал приходить в упадок. Связано это было с тем, что Крестовский остров всё плотнее застраивался участками, превращаясь в район Петербурга. Из-за этого падала привлекательность и самого сада. А. С. Ялышев, тогдашний владелец сада, не особо был заинтересован в его развитии и решил вложиться в открытие Луна-парка на месте бывшего Демидова сада на Мойке. Он также перенёс туда павильоны с аттракционами и большею часть штата артистов.
В 1911 году Крестовский сад принадлежал Г. Ди Конти-Волле и М. Рольсену. В меню ресторана по состоянию на 1911 год входили девять десертов, например гурьевская каша, абрикосы Конде или суфле-ваниль, 16 блюд с мясом птицы и дичи. Известно, что только цыплята могли готовиться восьмью разными способами. В меню также входило 21 блюдо в разделе «яйца и мучное», среди которых были например сырники, вареники, яичница, пельмени, макароны по-итальянски и так далее. В ресторане также подавали более 50 сортов вина. Сад постепенно приходил в запустение и к весне 1917 года закрылся.
После революции здание ресторана сожгли, на участке образовался пустырь, где устроили площадку для обучения вождению на автомобиле. Участок сада в советский период так и не застроили, вероятно из-за посаженных и плодоносящих там деревьев. В итоге на его месте существует сквер и фруктовый сад, где по-прежнему растут яблони, посаженные владельцем трактира.

## Новый «Крестовский сад»
В 1999 году немецкий бизнесмен Людвиг Рейхмут, потомок Карла и Фридриха Рейхмутов, пытавшихся ещё при Петре I наладить на территории Крестовского острова пивоварение, задумал поставить на территории Крестовского острова пивоварню на том же месте, где его предки пытались наладить пивоварение. Людвиг связался с владельцами ресторана «Русская рыбалка», чтобы рядом с ними построить комплекс ресторана-пивоварни «Карл и Фридрих». Оба ресторана объединились в ресторанный комплекс «Крестовский сад», который позиционирует себя одновременно как идейный наследник одноимённого сада XIX века и немецких трактиров Крестовского острова, хотя нынешний «Крестовский сад» располагается на углу Южной дороги и Теннисной аллеи. Здание ресторана украшает каменная мельница. Сам ресторанный комплекс располагается также на причале Южного пруда.